# Jagnjid
Jagnjid är en ort i Bosnien och Hercegovina.   Den ligger i entiteten Federationen Bosnien och Hercegovina, i den centrala delen av landet, 70 km väster om huvudstaden Sarajevo. Jagnjid ligger 684 meter över havet och antalet invånare är 317.
Terrängen runt Jagnjid är kuperad norrut, men söderut är den bergig. Jagnjid ligger nere i en dal.Närmaste större samhälle är Bugojno, 16,1 km nordväst om Jagnjid.
I omgivningarna runt Jagnjid växer i huvudsak blandskog. Runt Jagnjid är det ganska tätbefolkat, med 93 invånare per kvadratkilometer.